# Parafia Najświętszej Maryi Panny Królowej Polski w Jastkowie
Parafia Najświętszej Maryi Panny Królowej Polski – parafia rzymskokatolicka w Jastkowie w dekanacie Garbów, w archidiecezji lubelskiej.

## Historia
Jastków przez wieki był wsią szlachecką, natomiast w administracji kościelnej należał do parafii Garbów. 
Wydarzeniem, które na trwałe zapisało się do historii, stała się bitwa, stoczona tu przez Legiony Józefa Piłsudskiego z wojskami rosyjskimi od 31 lipca do 3 sierpnia 1915 roku. To właśnie obecność cmentarza poległych legionistów, a następnie wybudowanie małej szkoły uwydatniło potrzebę budowy kościoła. Z dotacji ks. biskupa kupiono działkę naprzeciw szkoły od Józefa Goździa, na której wzniesiono ołtarz polowy. Niebawem zbudowano plebanię, która w czasie zimy służyła jako kaplica parafialna.
Początki parafii Jastków w datach:
- 22 maja 1932 – zlecenie tworzenia nowej parafii dane przez biskupa Mariana Fulmana księdzu Janowi Modrzejewskiemu
- lipiec 1932 – powstanie projektu świątyni, autor: B. Kelles-Krauze
- 28 października 1932 – dekret erygujący parafię w Jastkowie pw. Najświętszej Maryi Panny Królowej Polski
- 27 listopada 1932 – poświęcenie i otwarcie cmentarza utworzonego na działce zakupionej od Antoniego Gorala z Jastkowa
- maj–sierpień 1933 – budowa świątyni
- 26 sierpnia 1933 – ks. biskup Marian Fulman dokonał poświęcenie kościoła w stanie surowym.

## Proboszczowie
- ks. Jan Moderzejewski (1932–1939)
- ks. Ludwik Koziejowski (1939–1977)
- ks. Jan Żukowski (administrator od 1974, proboszcz 1978–2004, od 2008 – proboszcz senior)[1]
- ks. Paweł Kuzioła (administrator od 2004–2008, 2008–2019)
- ks. Grzegorz Zadrożny (2019–2023)
- ks. Paweł Bartoszewski (od 2023)[2]

## Grupy parafialne
Grupa lektorska, Legion Maryi, ministranci, Podwórkowe Koło Różańcowe, Oaza Rodzin, Rada

## Obszar parafii
Rok 1982 przyniósł zmiany organizacyjne parafii ze względu na utworzenie nowego ośrodka duszpasterskiego pw. św. Stanisława w Lublinie, odłączono od parafii Jastków Natalin i Snopków i przyłączono do powstałej wówczas parafii.
Obszar parafii obejmuje miejscowości: Barak, Jastków, Józefów, Panieńszczyzna, Piotrawin, Płouszowice, Płouszowice-Kolonia, Sieprawice.